# Cacopsylla talhouki
Cacopsylla talhouki är en insektsart som beskrevs av Burckhardt 1986. Cacopsylla talhouki ingår i släktet Cacopsylla och familjen rundbladloppor. Inga underarter finns listade i Catalogue of Life.